# Kornistárnics
A kornistárnics, más néven tüdőtárnics (Gentiana pneumonanthe) a kétszikűek (Magnoliopsida) osztályának a tárnicsvirágúak (Gentianales) rendjébe, ezen belül a tárnicsfélék (Gentianaceae) családjába tartozó faj.

## Leírása
20–60 centiméter magas, egyszerű vagy elágazó szárú évelő növény.  Átellenes levelei közül az alsók rövidebbek, tompásak, a felsők ezzel szemben szálas-hosszúkásak.  Tőlevelei hiányoznak.  Feltűnő, 3-5 centiméter nagy, sötét égszínkék virágai magányosan vagy kisebb csoportokban, általában a hajtások csúcsi részén fejlődnek.  Az 5 cimpájú pártát belül egy-egy világos (fehéres-rózsaszínes) pettyezett sáv díszíti. 
Július végétől szeptember közepéig virágzik.

## Élőhelye
Inkább mészkerülő; kiszáradó láprétek, hegyi rétek, szőrfűgyepek növénye, de előfordul mocsárréteken, nádasokban, fűzlápokban, erdeifenyvesekben és gesztenyésekben is.

## Magyarországi előfordulása
Zempléni-hegység, Hernád-völgy, Cserehát, Aggteleki-karszt, Bükk-vidék, Mátra, Börzsöny, Gödöllői-dombság, Visegrádi-hegység, Budai-hegység, Vértesalja, Bakony, Balaton-felvidék, Mecsek, Soproni-hegység, Hanság, Kőszegi-hegység, Vasi-dombvidék, Kemeneshát, Szigetköz, Dráva-sík, Hajdúság, Nyírség, Bodrogköz, Zala mente.
Jellegzetes, rokonaitól is könnyen megkülönböztethető faj.